# Dolmen La Pierre Clouée

Dolmen im Département Loiret

Der Dolmen La Pierre Clouée (auch Koraïre genannt) liegt etwa sechs Kilometer südöstlich von Angerville zwischen den Dörfern Andonville und Erceville im Département Loiret in Frankreich. Dolmen ist in Frankreich der Oberbegriff für Megalithanlagen aller Art (siehe: Französische Nomenklatur).

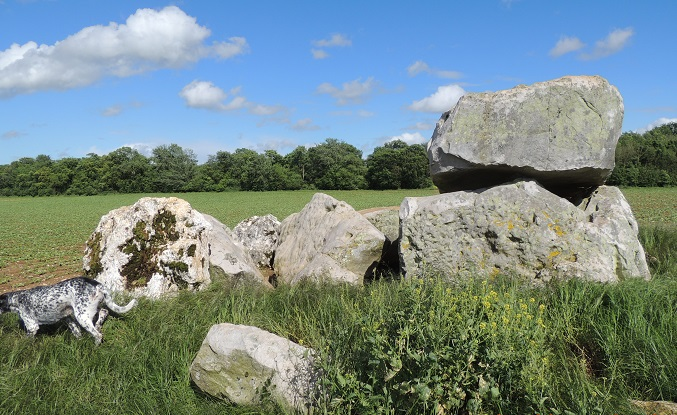
Dolmen La Pierre Clouée

Der Dolmen Pierre Clouée (genagelter Stein) soll das Grab eines Herrschers sein. Der Name stammt von der Festigkeit des Denkmals und belegt die ergebnislosen Bemühungen, die unternommen wurden, es zu zerstören.
Der Nord-Süd orientierte Dolmen hat eine rechteckige Kammer und besteht aus fünf Sandsteinblöcken. Die beiden etwa 3,0 m langen Seitensteine haben jeweils 1,0 m Höhe und 0,45 m Breite. Der Deckstein ist ebenfalls etwa 3,0 m lang und 0,9 m breit. Der Zugang zur Kammer ist nach Norden gerichtet, was eine absolute Ausnahme ist, da Zugänge in der Regel nach Süden oder Osten gerichtet sind.